# Månnod

Ekliptikalplanet (grönt) och månens banplan (skärt) bildar en vinkel på 5,1°. Jordens bana kring solen markerad med en blå pil och månens bana runt jorden med gult. Månnoderna syns som små röda prickar där månbanan skär ekliptikalplanet. Eftersom nodlinjen ser ut att peka mot solen, var det möjligtvis månförmörkelse för tre dagar sedan.

Med månens noder eller månnoderna avses de två skärningspunkterna mellan månens bana och ekliptikan och dessa benämns:
- Månens uppstigande nod (betecknad med ☊): Den nod som vid månens passage ändrar månens ekliptiska latitud från negativ till positiv ("går från söder mot norr").

- Månens nedstigande nod (betecknad med ☋): Den nod som vid månens passage ändrar månens ekliptiska latitud från positiv till negativ.

Månnoderna har även kallats drakpunkter och, i synnerhet av astrologer, månknutar.
Tiden mellan månens passage genom samma nod kallas drakmånad (förr drakonisk månad) eller nodmånad.

## Månnodernas regression
Noderna är inga fixa punkter på ekliptikan utan förflyttar sig i en retrograd riktning ("västerut" i ekliptisk longitud, alltså motsatt månens rotation kring jorden och motsatt jordens rotation både kring solen och sin egen axel) med en period på ungefär 18,61 år (alltså med drygt -19° i ekliptisk longitud per år). Regressionen var känd redan av antikens greker. Regressionen är drivkraft för principalnutationen och för variationer i tidvattennivåer, vilka båda således också har en period på 18,61 år.

## Drakmånad

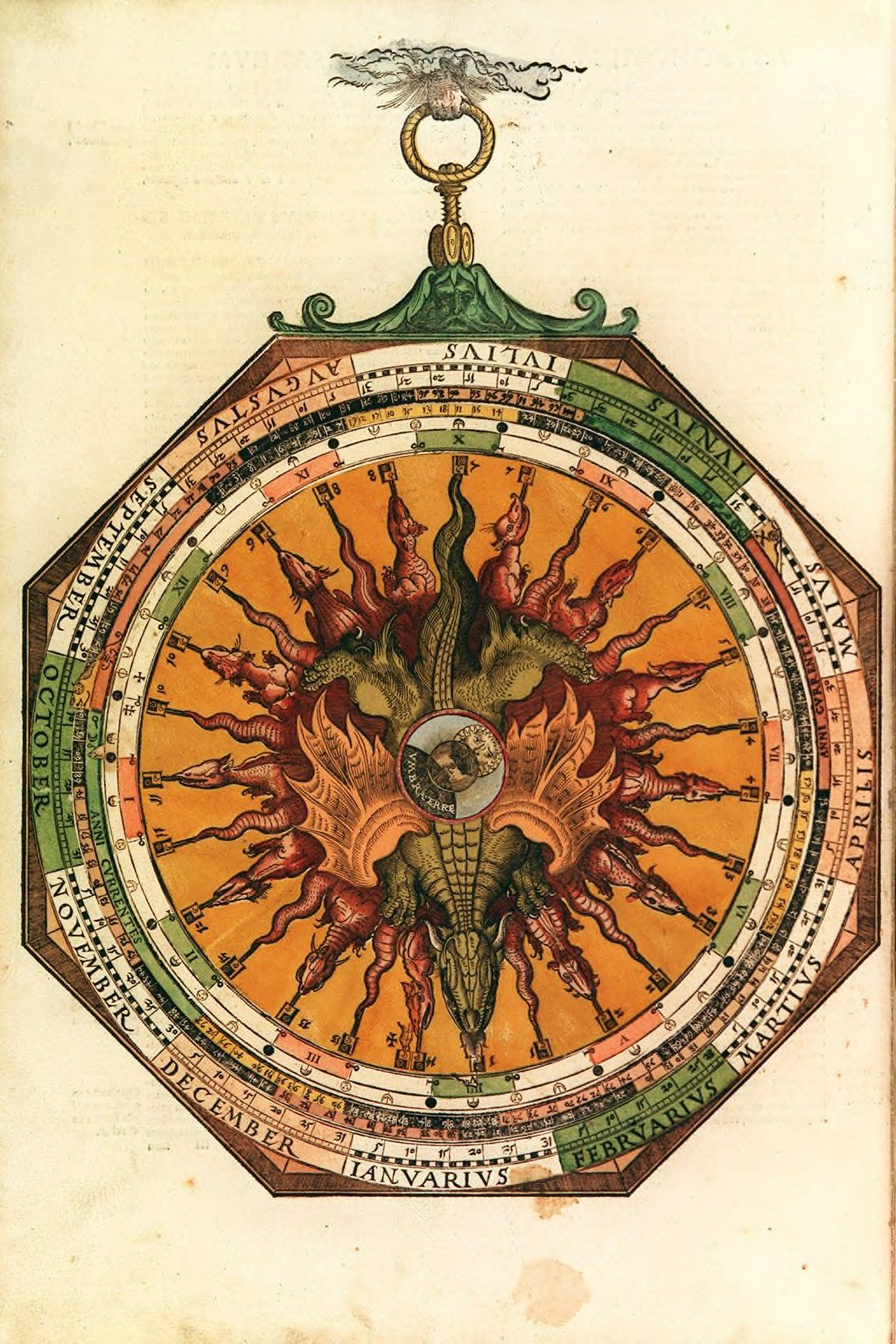
Draken på ett system av vridbara och utbytbara skivor (av Petrus Apianus, Astronomicum Caesareum, 1540), här inställt för att förutsäga förmörkelser. De uppstigande noderna under året markeras av nosar, de nedstigande med svanstippar.

"Drakmånad" är också titeln på en ungdomsbok av Åke Edwardson.
Namnet härrör från beteckningarna caput draconis (latin för "drakens huvud"; på grekiska αναβιβάζω, anabibazo) för den uppstigande noden och cauda draconis ("drakens svans"; grekiska καταβιβάζω katabibazo) för den nedstigande. Dessa beteckningar härrör från en föreställning om att en drake lurade vid noderna och slukade solen/månen vid förmörkelser. I vedisk (hindusik) astrologi motsvaras noderna av gudarna Rahu राहु (uppstigande noden) och Ketu केतु och dessa har sedan överförts till iransk och arabisk astrologi (och astronomi) som draken Al-Djawzah[a]r.
På grund av nodernas regression behöver månen inte fullgöra ett helt varv om 360° relativt stjärnhimlen under drakmånaden, som därför blir ungefär 2,5 timmar kortare än en siderisk månad, i genomsnitt 27,2122 dygn (i stället för 27,32166 dygn). Drakmånadens längd varierar, vilket beror av hur månens apsider ligger i förhållande till noderna (om den lilla vinkel som månen "slipper" genomlöpa ligger nära perigeum blir drakmånaden något längre på grund av månens något högre vinkelhastighet vid perigeum; ligger den nära apogeum blir den kortare).

## Förmörkelser
Bara när både solen och månen befinner sig nära en månnod på himlen kan jorden, månen och solen ligga så nära på rak linje att en förmörkelse kan inträffa. Ligger månen och solen nära samma nod blir det en solförmörkelse, ligger de nära diametralt motsatta noder blir det en månförmörkelse. En månförmörkelse sker alltid om fullmånen inträffar inom 15.3° i eklipktisk longitud från månnoden, men på grund av månbanans (och jordbanans) excentricitet kan en månförmörkelse ske om fullmånen inträffar upp till 17,1° från noden (dessa siffror inkluderar penumbrala förmörkelser, för partiella förmörkelser är gränserna 9°30' respektive 12°50'). För en solförmörkelse är motsvarande siffror 15,39° respektive 18,59° för nymånen (för centrala förmörkelser är gränserna 9°55' respektive 11°50'). Kring varje nodpassage som solen gör (vilket inträffar med intervall på i genomsnitt 173,3 dygn, det vill säga ett halvt förmörkelseår, se nedan) sker alltid en förmörkelse av vardera slaget (månförmörkelsen kan dock vara penumbral), men nästan var fjärde gång sker ytterligare antingen en (penumbral) månförmörkelse (12.7%) eller en solförmörkelse (11,4%). Anledningen till detta är såklart att "förmörkelsefönstret" är på 30,7° till 37,2° grader, medan solen bara rör sig 29° längs ekliptikan under en synodisk månad (till vilket får läggas 1,5° som nodlinjen vrider sig under samma tid). Om ingen partiell eller total månförmörkelse inträffar kring solens nodpassage kommer solförmörkelsen att vara central (eftersom det då sker två penumbrala månförmörkelser, det vill säga att fullmånarna inträffar minst 9°30' från noden och på vardera sidan om denna, måste solen befinna sig närmare noden än 9°55' vid den mellanliggande nymånen och solförmörkelsen kommer alltså därför att bli central). Av motsvarande skäl kommer det att vara en total månförmörkelse om det inträffar två (partiella) solförmörkelser kring solens nodpassage.
Tiden mellan två passager av solen genom samma  månnod längs ekliptikan kallas förmörkelseår och motsvarar i genomsnitt 346,62 dygn. 19 förmörkelseår (6585,78 dygn) är bara elva timmar mer än saroscykelns 223 synodiska månader (6585,32 dygn), 242 drakmånader (6585,36 dygn) eller 239 anomalistiska månader (6585,54 dygn). Detta innebär att nära nog samma förmörkelser upprepas förskjutna med 18 år 11 dygn och 8 timmar. Eftersom förmörkelseåret är ungefär 19 dygn kortare än ett tropiskt år ("vanligt år") kan tre nodpassager av solen inträffa under ett sådant, vilket kan innebära upp till sju förmörkelser under året (detta hände 1982). Om man undantar penumbrala månförmörkelser är det lägsta antalet förmörkelser under ett år två - båda då centrala solförmörkelser.